# Big Point
Big Point – jednostka osadnicza w Stanach Zjednoczonych, w stanie Missisipi, w hrabstwie Jackson.